# Anders Broberg (psykolog)
Anders Gunnarsson Broberg, född 29 augusti 1950, är en svensk psykolog och psykoterapeut.

## Biografi
Broberg är leg. psykolog och leg. psykoterapeut samt professor emeritus i klinisk psykologi vid Göteborgs universitet. Han har mer än 20 års erfarenhet inom barn- och ungdomspsykiatrin i Göteborg. Han har bland annat arbetat med utvärdering av stödinsatser till barn som upplevt våld och konflikter i sina familjer. Vid universitetet har han varit aktiv som lärare, bland annat på psykoterapeututbildningen.
Broberg utsågs som en av tre finalister till Stora Psykologpriset 2014 med motiveringen: "Anders Broberg utses till finalist för att i sin forskning bl.a. utvärderat metoder med avsikt att hjälpa barn och ungdomar i utsatta situationer. Vidare har Anders fört ut anknytningsteorin och beskrivit den på ett begripligt sätt med fokus på att man ska kunna dra nytta av kunskaperna. Han har också i sitt arbete fört ut sin kunskap genom böcker och föreläsningar till psykologer men även till andra yrkesgrupper och beslutsfattare."
Broberg har en betydande vetenskaplig publikation inom sitt område, bland annat inom anknytningsteori. Hans publicering har (2025) enligt Google Scholar över 12 000 citeringar och ett h-index på 58.